# Martin Dostál
Martin Dostál (Praga, 23 settembre 1989) è un calciatore ceco, difensore del Bohemians 1905.

## Caratteristiche tecniche
Terzino destro, può giocare come esterno sulla medesima fascia.